# ريتش أمارال
ريتش أمارال (بالإنجليزية: Rich Amaral)‏ هو لاعب كرة قاعدة أمريكي، ولد في 1 أبريل 1962 في فيساليا في الولايات المتحدة.

## وصلات خارجية
- ريتش أمارال على موقعبيزبول رفرنس.كوم (الدوري الرئيسي) (الإنجليزية)
- ريتش أمارال على موقع مشجعي الرسوم البيانية (الإنجليزية)